# Val Verde (Kalifornien)
Val Verde ist ein census-designated place (CDP) im Nordwesten des Los Angeles County im US-Bundesstaat Kalifornien. Das U.S. Census Bureau hat bei der Volkszählung 2020 eine Einwohnerzahl von 2399 ermittelt.
Der Name der Siedlung bedeutet auf Spanisch Grünes Tal.

## Geographie, Geologie und Klima
Val Verde liegt westlich des Santa Clarita Valleys und südwestlich von Castaic etwa 45 Kilometer nordwestlich von Los Angeles. Es befindet sich im San Martinez Chiquito Canyon am südöstlichen Fuß der Topatopa Mountains.
Die Vegetation ist vom Chaparral und Himalaya-Zedern sowie Eichen und Eschen geprägt.
Klimatisch ist die Region der Kategorie „Csa“ der Köppen-Geiger-Klassifikation zuzuordnen.

## Geschichte
Val Verde war das Siedlungsgebiet der Tataviam, eines uto-aztekischen Stammes. Sie nannten das Gebiet Chaguibit. Ab 1700 wurde das Gebiet durch die Spanier genutzt. Sie vertrieben bis 1810 die Tataviam.
1842 entstand ein kurzfristiger Goldrausch, als Francisco López im Placerita Canyon Gold fand. Kurzzeitig siedelten hier mexikanische Familien. Am Ende des Mexikanisch-Amerikanischen Krieges wurde die Mine von Antonio del Valle zerstört, um sie nicht in US-amerikanische Hände fallen zu lassen. Die Siedlung wurde zu einer Geisterstadt.
1924 gründete Sidney P. Dones hier den Ort Eureka Villa und nahm Afro-Amerikaner auf, die sonst von Stränden oder Schwimmbädern ferngehalten wurden. Der Ort wurde anerkennend und abwertend als „Black Palm Springs“ bezeichnet.
Die Siedlung wurde in den 1920er und 1930er Jahren weiter entwickelt. Eureka Villa erstreckte sich entlang der nord-südlich verlaufenden Chiquito Canyon Road, während Val Verde sich in west-östlicher Richtung an der San Martinez Road ausbreitete.
Mit den Bürgerrechtsreformen in den 1960er und 1970er Jahren zogen zahlreiche afroamerikanische Familien fort.
Beim Northridge-Erdbeben 1994 wurde die Siedlung fast komplett zerstört.
Im Südosten der Siedlung befindet sich die 2,6 Quadratkilometer große Chiquita Canyon-Müllhalde. 2022 kam es hier zu einer Explosion nach einer chemischen Reaktion des verrottenden Mülls mit eindringendem Regenwasser.